# Konstal 105Nf
Konstal 105Nf – typ czteroosiowego tramwaju, wytwarzanego w latach 1994–1996 w zakładach Konstal w Chorzowie dla warszawskiej sieci tramwajowej. Wyprodukowano 44 wagony tego typu.

## Konstrukcja
Konstal 105Nf to jednokierunkowy, czteroosiowy, silnikowy wagon tramwajowy. Konstrukcyjnie wywodzi się od tramwajów 105Nb/e także powstałych dla Warszawy. Podłoga tramwaju znajduje się na wysokości 910 mm nad główką szyny. Po prawej stronie nadwozia zamontowano czworo dwuskrzydłowych drzwi. W przedziale pasażerskim umieszczono tapicerowane siedzenia w układzie 1+1. Górna część okien jest uchylna. Kabinę motorniczego oddzielono od przestrzeni pasażerskiej szafą z wyposażeniem elektrycznym i drzwiami.
Tramwaje 105Nf wyposażone są w rozruch oporowy. Obydwa dwuosiowe wózki są napędowe, przy czym jedną oś napędza jeden silnik prądu stałego. Umieszczone na ścianach czołowych gniazda sterowania wielokrotnego pozwalają na łączenie wagonów w składy.
W porównaniu z tramwajami 105Nb/e wprowadzono następujące modyfikacje: zmieniono typ silników, zamontowano nowocześniejsze wózki z układem smarowania obręczy kół, wymieniono pulpit w kabinie motorniczego na nowocześniejszy, zmodyfikowano wygląd osłon na maszyny drzwiowe.

## Dostawy
W latach 1993–1994 wyprodukowano 44 tramwaje typu 105Nf.
| Państwo        | Miasto         | Lata dostaw    | Liczba | Numery taborowe |       |
| -------------- | -------------- | -------------- | ------ | --------------- | ----- |
| Polska         | Warszawa       | 1994–1996      | 44     | 1411–1444       | [ 1 ] |
| Łączna liczba: | Łączna liczba: | Łączna liczba: | 44     |                 |       |